# 观巷基督教堂
26°05′11″N 119°18′48″E / 26.086509°N 119.313253°E

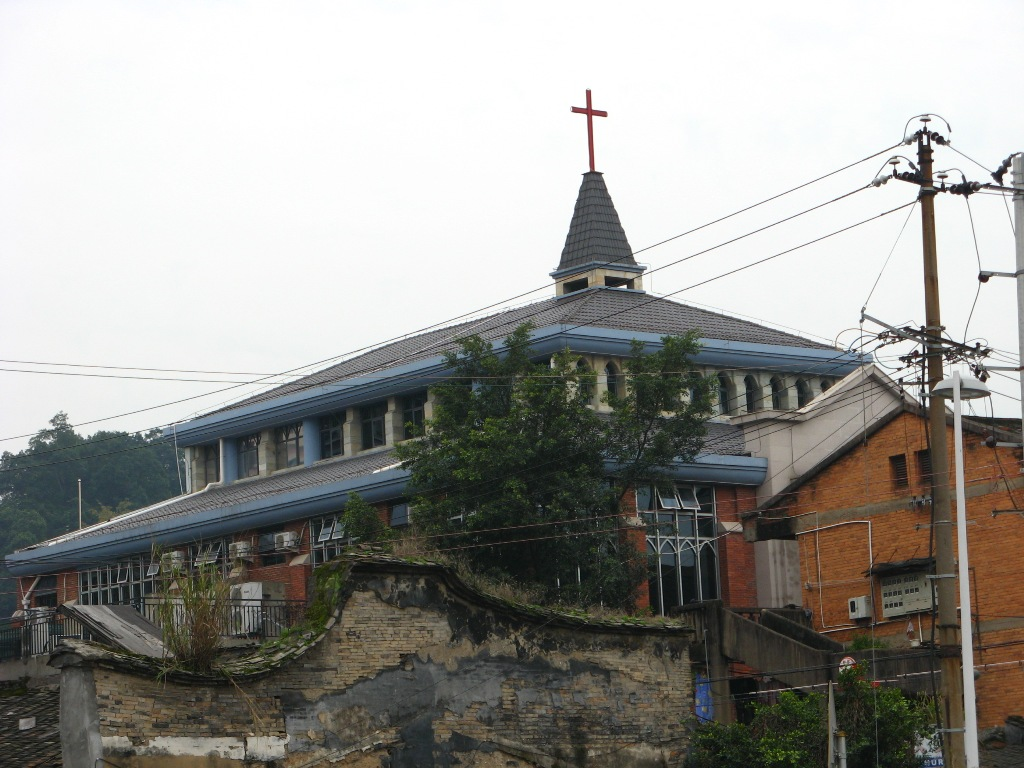
观巷堂

观巷基督教堂，原名刘公纪念堂，是美国公理会在福州创建的第二座教堂，也是该会闽北教区以及1927年以后的中华基督教会闽中协会的总堂。该堂1881年创建，位于福州古城（鼓楼区）南部的太平街。后来信徒刘谦安为纪念其父刘孟湜牧师，捐献巨款扩建新堂，1916年改名刘公(孟湜)纪念堂。面积1888平方米，可容纳1000人。装有巨型管风琴，为福建第一台管风琴。该会的节日大型音乐会均在此召开。1992年改名观巷堂重新开放。1994年该堂信徒1200人。
观巷堂在2006年重建。